# Джульєтта
Джульєтта — жіноче особове ім'я. Є похідним від імені Джулія, яке, в свою чергу, походить від імені Юлія, тому можна скласти таку генеалогічну схему: Юлія→ Джулія→Джульєтта. Стало популярним завдяки трагедії Вільяма Шекспіра «Ромео і Джульєтта».

## Відомі носії
- Джульєтта Капулетті (італ. Giulietta Capuletti) — головна героїня трагедії Вільяма Шекспіра «Ромео і Джульєтта»;
- Джульєтта Мазіна — італійська актриса, дружина кінорежисера Федеріко Фелліні;
- Джульєтта Сіміонато — італійська оперна співачка.

## Використання імені

### Фільми
- «Джульєтта і духи» (італ. Giulietta Degli Spiriti) — кінофільм режисера Федеріко Фелліні 1965 року.
- «Джульєтта» (ісп. Julieta) — іспанська мелодрама 2016 року.

### Інше
- Джульєтта — внутрішній супутник Урана;
- Ромео і Джульєтта — балет С. Прокоф'єва за однойменною трагедією Вільяма Шекспіра 1936 року;
- 1285 Джульєтта — астероїд головного поясу;
- Джульєтта — місто в окрузі Лата, штат Айдахо, США.
- Пісня корейського гурту Shinee - Juliette